# Hellula hydralis
Hellula hydralis is een vlinder uit de familie van de grasmotten (Crambidae). De wetenschappelijke naam van de soort is voor het eerst gepubliceerd in 1854 door Achille Guenée.
De spanwijdte bedraagt ongeveer 2 centimeter.
De soort is wijd verspreid in Australië en wordt af en toe in Nieuw-Zeeland aangetroffen.